# Wilhelm Beth

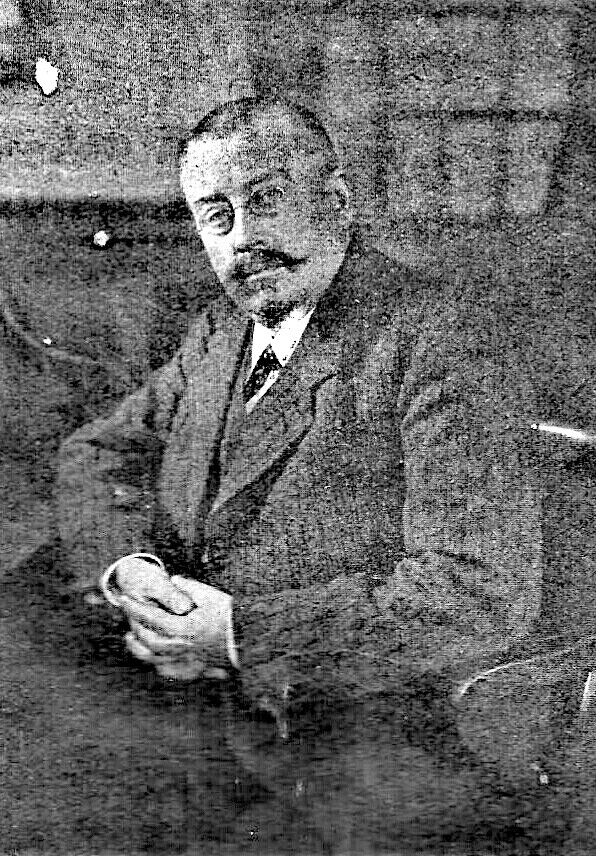
Wilhelm Beth

Briefkopf der Maschinenfabrik um 1903

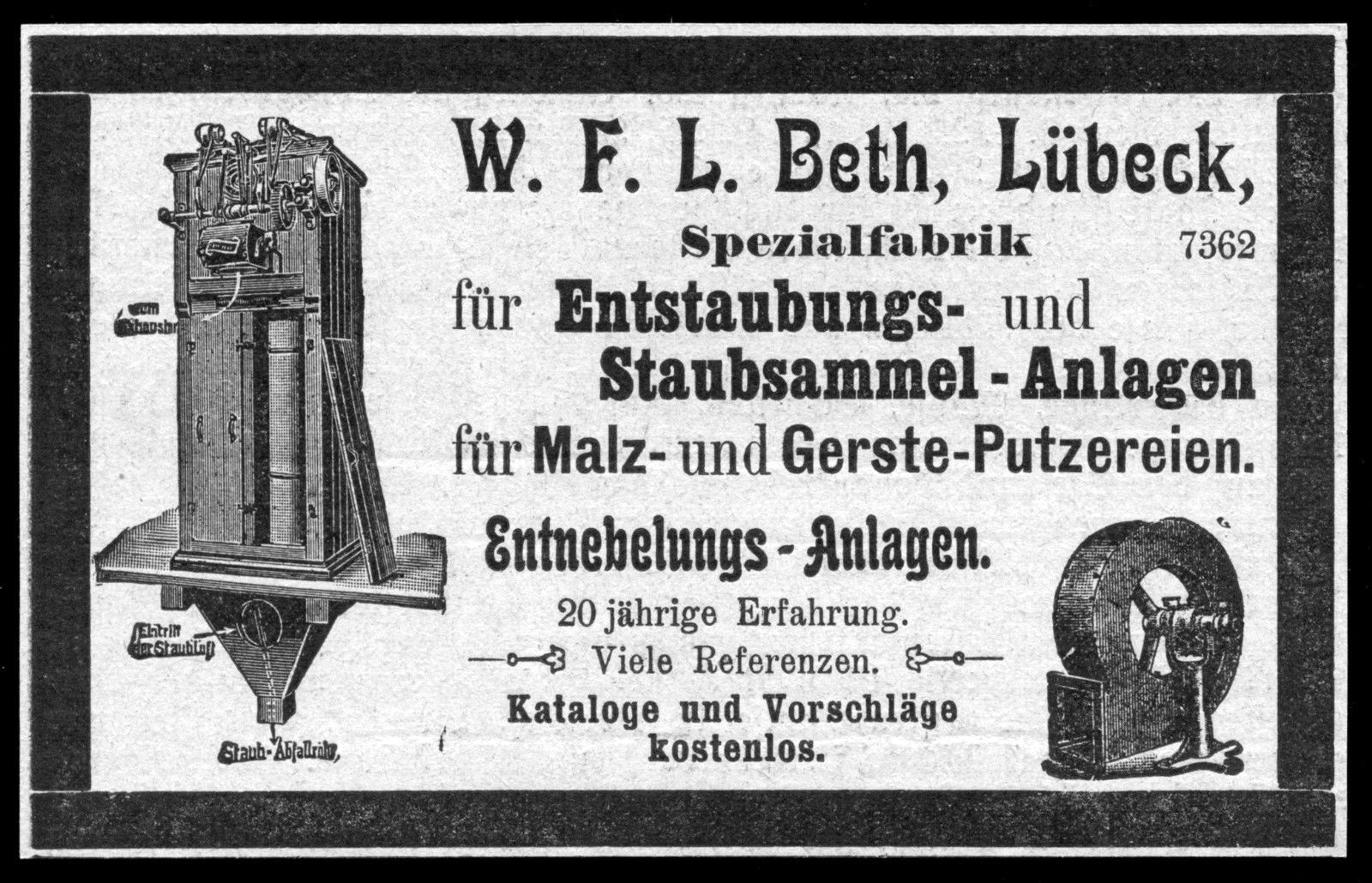
Werbung (1904)

Wilhelm Friedrich Ludwig Beth (* 1855 in Lübeck; † 27. August 1922 ebenda) war ein überregional bekannter Industriepionier.

## Leben
Beths Vater war Mühlenbauer und Monteur bei der Lübecker Mühlenbaufirma Jaacks & Behrns. Wilhelm Beth begann seine Laufbahn ebenfalls als Mühlenbauer und Monteur. Seine Ersparnisse verwandte er dazu, seine Kenntnisse in der Baugewerkschule zu Holzminden zu erweitern, die er als Civilingenieur und Mühlenbaumeister abschloss.
Zurück in Lübeck wurde er erst Technischer Zeichner, dann Büroleiter der Firma Jaacks & Behrns.
Nach seiner dort im Jahr 1886 gemachten Erfindung, der Aspiration der Mahltechnik, gründete er Ende 1887 sein eigenes Geschäft, die W. F. L. Beth, Mühlenbauanstalt, die später in W. F. L. Beth Maschinenfabrik umbenannt wurde. Aus Beths Erfindung entwickelte sich eine bedeutende Entstaubungs-Industrie.
Wilhelm Beth konstruierte Schlauchfilter, gab den Mühlenbau bald auf und wandte sich ganz der Konstruktion von Filterapparaten zu. Diese wurden bald nicht nur in Getreidemühlen verwendet, sondern auch bei der Hartzerkleinerung wie etwa in der Zementindustrie.
Ihm kam zugute, dass die die Volksgesundheit fördernden Kreise erkannten, dass mit seinen Filtern die Luft in den Arbeitsräumen merklich verbessert werden konnte. Im Kampf gegen die Staubkrankheit erhielten die Konstruktionen Beths einen besonderen Wert.
Anfang der 1890er-Jahre begann Beth mit dem Bau von Exhaustoren eigener Konstruktion. Seine Filteranlagen fanden Eingang in fast alle stauberzeugenden Industriezweige und die Firma W. T. L. Beth wurde zu einem Weltunternehmen, dessen Produkte inner- und außerhalb Europas bekannt waren.
Da der tatkräftige Begründer bei seinen Arbeiten kein hinreichendes Vermögen angesammelt hatte, wurde seine Firma 1921 in eine Aktiengesellschaft gewandelt. Als deren Generaldirektor setzte er sein Werk fort.
Seinen Lebenslauf veröffentlichte er in der Schrift Mein Lebenslauf im selben Jahr.

## Soziale Belange der Arbeiterschaft
Bemerkenswert war zu jener Zeit seine Einstellung dazu. Die Soziale Fürsorge war ein persönliches Anliegen Beths. Dies war für jeden ersichtlich, der nur einen Blick in die Werkstätten der Fabrik tat.
Um 1910 gab es kein anderes Unternehmen, das einen fotografischen Einblick in den Waschraum seiner Arbeiter gezeigt hätte.
Es gab technische Büros und einen großen, hellen Zeichensaal. Neben vier kaufmännischen Kontorräumen existierte ein Maschinen- und Kesselhaus sowie für die technischen Entwicklungen eine elektrisch betriebene Versuchsstation. Alles war auf dem neuesten Stand.

## Patente
- 1886: #38396, Staubfilter
- 1889: #53553, Lüftungseinrichtungen in Eisenbahnwaggons
- 1906: US-Patent 832450,Shaking Device For Tubular And Like Filters
- 1906: US-Patent 833117, Cleaning Filter Cloths In Dust-Collectors And The Like
- 1921: US-Patent 1389481, Shaking Device For Cleaning Filters
- 1921: US_Patent 1389482, Air or Gas Filter
- 1921: US-Patent 1390966, Air Filter
- 1922: US-Patent 1433115, Shaking Device For Cleaning Filters